# Bronze Star Medal
Bronze Star er den fjerde-højeste amerikanske dekoration/ orden, som kan blive tildelt et medlem af det amerikanske militær.
Dekorationen gives for heroiske handlinger og meriterende indsatser i krigszoner.
Udenlandske soldater kan modtage udmærkelsen, såfremt de har tjent i konflikter på samme side som USA.

## Danske modtagere
- Captain i British Army Flemming Juncker modtog medaljen ved en ceremoni i London d. 17. september 1948 for sin indsats i modstandsarbejdet i Danmark under Anden Verdenskrig.[1][2][3]
- Overlæge Rasmus Movin, aktiv modstandsmand og i 1951 på hospitalsskibet Jutlandia til Korea, går i land og arbejder som Medical Officer under de Forenede Nationers Civil Assistance Command i Korea. Dekoreret med The Bronze Star fra det amerikanske forsvar.
- Oberst René Andersen i 2012 udmærkelsen for sit arbejde i Afghanistan. [4]
- Oberst Hans N. Münter modtog medaljen efter 10 måneders tjeneste i Afghanistan som souchef for dén amerikanske enhed, der arbejdede med at implementere et retfærdigt retsvæsen i overensstemmelse med den afghanske grundlov, og som lever op til menneskerettighederne. [5]
- Kaptajn Kasper Eliasen, enkeltmandsudsendt i værn-fælles koalitionssamarbejde, modtog medaljen i 2014 efter 10 måneders tjeneste i Afghanistan for sin indsats ved et af NATO's hovedkvarterer. [6]
- Kaptajn Thomas Hagelund Helsgaun modtog medaljen i 2014 for sin indsats i kampen mod korruption i Afghanistan. [7]

## Eksterne henvisning
- Institute of Heraldry, Bronze Star Arkiveret 1. november 2013 hos  Wayback Machine

| Militær | Spire Denne artikel om militær er en spire som bør udbygges. Du er velkommen til at hjælpe Wikipedia ved at udvide den. |